# Onderwierum (waterschap)
Onderwierum  is een voormalig waterschap in de provincie Groningen.
Het schap lag ten zuidwesten van Onderdendam ten oosten van de Oude Ae en ten westen van het Boterdiep. De noordgrens was de Boschweg, de voormalige weg tussen Onderdendam en Winsum. Tegen de Oude Ae aan lag een klein gedeelte ten noorden van de Boschweg. De gronden ten zuiden van de weg en ten noordoosten van Onderwierum hoorden ook niet bij het waterschap. De zuidgrens was de Haandijk (de grens met de voormalige Westerdijkshornerpolder). De polder had een molen, die via een korte watergang van zo'n 150 m, uitsloeg op het Boterdiep. 
Waterstaatkundig gezien ligt het gebied sinds 1995 binnen dat van het waterschap Noorderzijlvest.